# Catholicisme à Saint-Pétersbourg

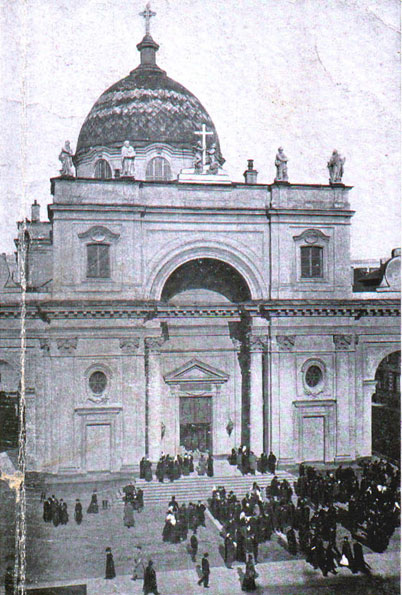
Façade de l'église Sainte-Catherine de Saint-Pétersbourg vers 1900

Le catholicisme à Saint-Pétersbourg est présent depuis la fondation de la ville de Saint-Pétersbourg par Pierre le Grand en 1703. Étant à l'origine une religion « étrangère », le catholicisme est soumis à des restrictions.

## Les débuts
Pierre le Grand fait construire le 16 (27) mai 1703 une citadelle de bois au bord de la Néva, à l'intersection de la Petite Néva et de la Grande Néva. Elle est rebâtie en pierres en 1707. Elle doit défendre la région, l'Ingrie, des incursions des Suédois, dans une zone qu'ils ont obtenue en 1617 par le traité de Stolvobo et perdue en 1702. Auparavant, elle faisait partie du grand-duché de Novgorod, puis de la principauté de Moscou.
Les premières maisons sont bâties en 1704 et bientôt ce sont quarante mille hommes qui viennent construire la ville au nord de la Néva. La cour doit obligatoirement s'y installer à partir de 1712. Les premières églises s'élèvent, dont le monastère Saint-Alexandre-Nevski qui abrite les reliques du saint. À la mort de Pierre le Grand, soixante quinze mille habitants demeurent dans la capitale impériale. C'est surtout sous les règnes d'Élisabeth Ire et de Catherine II que Saint-Pétersbourg s'étend et se couvre de palais et de grandes églises orthodoxes.
Les catholiques qui sont peu nombreux parmi les ouvriers et les soldats le sont toutefois suffisamment pour que les jésuites installés à Moscou depuis 1684, viennent comme aumôniers, d'abord pour les trois cents prisonniers de guerre lituaniens. Ils construisent une petite chapelle de bois dédiée à sainte Catherine en 1710, puis laissent la place aux franciscains et aux capucins. Ces derniers sont expulsés par le Saint-Synode en 1725, sauf un seul, protégé par l'ambassade de France. la chapelle Sainte-Catherine brûle en 1737. La première pierre de l'actuelle église Sainte-Catherine après des années de dissensions entre catholiques allemands, polonais ou italiens, est bénite en 1763. L'ordinatio ecclesiæ petropolitanæ, qui devient également le modèle des autres paroisses catholiques de Russie, est confirmée par Catherine la Grande en 1769 ; l'église et les fondations charitables (école paroissiale, hospice) sont exemptées d'impôt et le nombre de prêtres desservants est fixé à six franciscains. Les paroissiens sont en majorité polonais, allemands, lituaniens ou italiens. Les Polonais obtiendront leur propre paroisse, l'église Saint-Stanislas, dans les années 1820.
Les jésuites, qui ont trouvé refuge en Russie (ils ont été supprimés en Europe en 1763) et qui sont protégés par Paul Ier, obtiennent le droit d'administrer la paroisse Sainte-Catherine en 1800. À cette époque, le nombre de catholiques a considérablement augmenté avec l'arrivée depuis dix ans de vagues d'émigrés français fuyant la révolution française et de commerçants attirés par la prospérité de la capitale. Les jésuites ouvrent une école et font des conversions, ce qui attire la jalousie et provoque leur expulsion de la paroisse en 1815 et de tout l'Empire en 1820. Ils sont remplacés par des prêtres diocésains et des dominicains. Saint-Pétersbourg est alors la ville de résidence de l'archevêque de Moguilev qui a juridiction sur toute la Russie, sauf le sud confié à l'évêque de Tiraspol, avec résidence à Saratov.

## XIXesiècle
Les dominicains sont désormais une vingtaine sous le règne d'Alexandre Ier. Les Moldaves catholiques obtiennent le droit de construire leur église sous son règne. D'autres églises catholiques se construisent dans les environs de la capitale pour les Polonais et les Allemands. L'insurrection de novembre 1830 qui provoque de la part du gouvernement russe la fermeture de certains couvents dominicains polonais tarit le recrutement et l'ordre fait appel à des dominicains autrichiens et français tout au long du siècle pour le soin des âmes. Ils sont l'étroite surveillance du département d'État pour les religions étrangères du ministère de l'Intérieur qui limite leur action et le nombre des institutions, écoles hôpitaux, collèges, asile de vieillards, etc. Un séminaire forme les futurs prêtres.
Cependant la situation évolue devant le nombre, avec des fortes communautés polonaises, lituaniennes, biélorusses, lettones, surtout après l'insurrection polonaise de 1861-1864 et le début de l'industrialisation. L'académie impériale de théologie de Saint-Pétersbourg ouvre ses portes en 1842, avec un nombre de prêtres étudiants toujours limité.
La cathédrale Notre-Dame-de-l'Assomption est construite dans les années 1870 et agrandie à la fin du siècle. L'église de la Visitation est construite en 1856 et agrandie en 1879. L'église Notre-Dame est construite en 1867.
En 1899, il y a 4,8 % de catholiques dans la capitale impériale et ses faubourgs pour 1 439 600 habitants et 81,8 % d'orthodoxes, 7,03 % de protestants et 1,4 % de juifs. Saint-Pétersbourg est alors peuplée de 87,5 % de Russes ; 3,3 % d'Allemands ; 3,1 % de Polonais ; 1,03 % de Finlandais ; 1,03 % d'Estoniens.

## XXesiècle

### Avant la révolution
L'oukaze de tolérance de 1905 assouplit les règles pour les religions non-orthodoxes. L'uniatisme est toléré et récupère ses droits. Les Lituaniens font construire l'église Saint-Casimir en 1908, les Allemands obtiennent leur propre paroisse, Saint-Boniface, en 1910. Il y a cette année-là près de deux millions d'habitants dans la capitale qui attire de la main d'œuvre de tout l'Empire et nombre d'étrangers. Les ouvriers polonais font bâtir l'église du Sacré-Cœur dans les années 1910 ; les Français obtiennent leur propre paroisse (ils sont 1 700 paroissiens), la paroisse Notre-Dame-de-Lourdes, desservie par les dominicains, en 1901. Il existe en plus quatre filiales paroissiales et dix chapelles de congrégations. Le nombre de prêtres paroissiaux toujours limité est tout à fait insuffisant et représente au début du siècle six curés et quinze vicaires (pour la plupart dominicains), ainsi que deux aumôniers militaires. Cependant les congrégations suivantes sont présentes: dominicains, assomptionnistes, franciscains et franciscaines (dont la bienheureuse Boleslawa Lament), oblates, Sœurs de Saint-Joseph, etc. et Ursule Ledochowska forme de nouvelles recrues.
Des milieux intellectuels sont touchés autour de Mère Catherine Abrikossova et de Léonide Féodoroff chez les gréco-catholiques.
En plus du séminaire et de l'académie de théologie, il existe un lycée catholique de garçons (fondé au départ pour les garçons polonais de Saint-Stanislas), un lycée catholique de filles, une école secondaire de garçons. L'instruction catholique et le catéchisme sont enseignés dans trente écoles moyennes de garçons, onze académies militaires (équivalant à des lycées militaires) et vingt-huit écoles de filles.
En 1910, le nombre de catholiques de la capitale impériale se chiffre à près de 90 000 fidèles sur 1 900 000 habitants.

### Après la révolution
La révolution de février soulève un espoir parmi nombre de membres du clergé de plus de liberté. Chez les orthodoxes, le Saint-Synode est supprimé et l'Église russe n'est plus soumise à l'État. Mais la Révolution d'Octobre inaugure un grand renversement des valeurs. Beaucoup de Polonais émigrent au pays de leurs ancêtres, puis la guerre civile finit par dresser les uns contre les autres. La Russie bolchévique commence dans les années 1920 à réprimer les différentes confessions chrétiennes. Pour les catholiques, les paroisses sont nationalisées et les paroissiens deviennent locataires de leurs églises. Le prétexte de ne pas avoir soumis de papiers administratifs en bonne et due forme ou de ne pas avoir réuni de somme suffisante est invoqué pour fermer nombre d'églises. De même la famine de 1921 provoque la demande de l'État selon laquelle les églises orthodoxes, luthériennes ou catholiques doivent livrer leurs objets liturgiques de valeur et bien souvent elles sont fermées sous prétexte de ne pas avoir livré à temps ou suffisamment.
Mais le départ d'une répression plus brutale est donné en mars 1923, lorsque Zinoviev, estimant avoir les mains libres du fait de l'état d'incapacité physique et mentale de Lénine, organise des procès truqués contre le clergé catholique: Mgr Cieplak est emprisonné ; Mgr Budkiewicz est fusillé le 31 mars 1923 ; la majorité des curés et vicaires est envoyée en camp de travail ; les milieux intellectuels catholiques sont aussi frappés. Ainsi la petite Église catholique de Saint-Pétersbourg est décapitée. L'uniatisme est interdit ; Mgr Féodoroff est déporté à Solovki où il trouvera la mort. Chez les orthodoxes de grands procès sont également menés à la suite de l'affaire du patriarche Tikhon de Moscou.
la deuxième grande vague de terreur a lieu en 1929, année de procès. Le curé de Saint-Jean-Baptiste est déporté à Solovki, des prêtres et des paroissiens sont arrêtés. Peu après la cathédrale Notre-Dame-de-l'Assomption ferme. Les services sont assurés dans la semi-clandestinité par les dominicains français de Notre-Dame-de-Lourdes et une poignée de prêtres polonais. Le curé de Saint-Stanislas et ses fidèles actifs sont déportés au Goulag en 1931. La troisième vague de terreur a lieu à partir de 1937 au moment des grandes purges de Staline. L'église du Sacré-Cœur est fermée en 1937. Le curé de l'église de la Visitation est fusillé en 1938. Toutes les églises de Léningrad et de ses environs ferment en 1938, sauf l'église ND-de-Lourdes tenue par les Français. Il en est de même à Moscou avec l'église Saint-Louis-des-Français, également tenue par les Français. Ce sont les seules églises catholiques à ne pas fermer pendant les longues années du régime soviétique en Russie. Quelques-unes restent ouvertes en Lituanie soviétique et en Lettonie soviétique.
À partir de 1941, il n'y a plus que deux prêtres baltes étroitement surveillés à Léningrad. La répression se fait plus insidieuse dans les années 1960 à l'égard d'une communauté considérée comme moribonde. Le prêtre Jan Butkiewicz est condamné à sept ans de travaux forcés en 1967.
Du point de vue de l'organisation, la dépendance à l'égard de l'archidiocèse de Moguilev est supprimée en 1926, lorsque le Saint-Siège érige dans l'urgence en Russie des territoires sous la juridiction d'administrateurs apostoliques. Celui de Léningrad est le P. Antoni Malecki (emprisonné, puis exilé en 1935) ; auquel succède quelques mois Mgr Jean Amoudru, op, avant son expulsion en France ; suivi du RP Michel Florent, op, jusqu'à son expulsion en France en 1941. Son successeur, le P. Pawel Chomicz, est fusillé en septembre 1942. Juridiquement la région (avec son unique église) dépend pendant toute la période soviétique de la juridiction de l'évêque de Riga.
Le catéchisme et toute instruction religieuse sont évidemment interdits. la détention d'ouvrages religieux passible de prison. Le baptême est interdit chez les fonctionnaires et les membres du parti communiste. Les enfants de moins de seize ans ne peuvent fréquenter les cérémonies religieuses pendant les années 1960.

## Aujourd'hui
Des relations normales sont établies entre l'État et les différentes confessions à partir des années 1990. Les paroisses doivent s'enregistrer et elles retrouvent une grande partie de leurs églises dans la décennie qui suit. Le Saint-Siège érige de nouvelles administrations apostoliques en 1990. Saint-Pétersbourg appartient au doyenné du nord-ouest de la Russie, sous la juridiction de l'archidiocèse de Moscou en 2002. Les catholiques de la ville et de ses faubourgs sont alors estimés à une vingtaine de milliers dont un tiers de pratiquants épisodiques ou réguliers.
Cependant les prêtres et les religieuses ayant rarement la citoyenneté russe, ils sont soumis à des procédures de permis de séjour parfois discriminatoires. La situation s'améliore peu à peu dans les années 2000.
Aujourd'hui la plupart des catholiques sont des descendants de Polonais, de Lituaniens, de Lettons, d'Allemands ou de Biélorusses avec quelques groupes d'expatriés travaillant à Saint-Pétersbourg, mais il y a aussi en minorité des Russes convertis, ce qui provoque toujours des tensions avec le patriarcat de Moscou. Les Polonais sont les premiers à envoyer des prêtres ou des membres de congrégations religieuses.

## Églises

### Saint-Pétersbourg

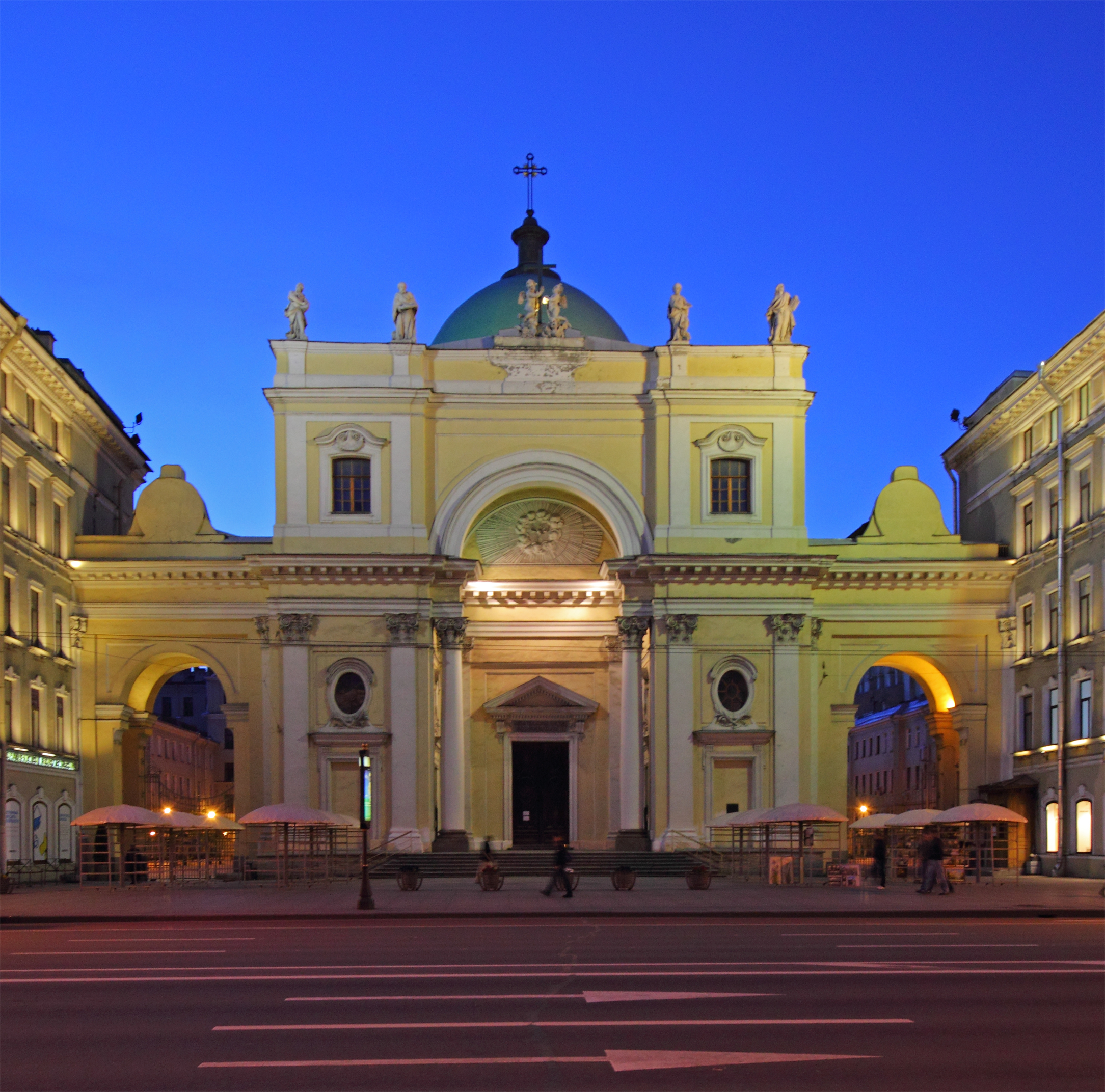
Façade de l'église Sainte-Catherine donnant sur la perspective Nevski

- Procathédrale Notre-Dame-de-l'Assomption, 11 rue de la Ire de l'Armée Rouge ; messes en semaine : 19 h (russe) ; dimanches et fêtes : 10 h (polonais), 11 h, 12 h (russe), 19 h (russe)
- Église collégiale Sainte-Catherine, 32 perspective Nevski ; messes en semaine : 18 h 30 (russe) ; dimanches et fêtes : 9 h 30 (anglais), 10 h 45 (russe), 12 h (russe), 13 h (polonais), 17 h (français), 19 h (russe et latin)
- Église Notre-Dame-de-Lourdes, 16 rue de Kovno ; messes en semaine : 9 h (russe), 19 h (russe) ; dimanches et fêtes : 9 h (russe), 10 h 30 (russe), 12 h (latin et russe), 14 h (polonais), 19 h (russe). L'église est fermée de 15 h à 18 h
- Église du Sacré-Cœur 57 rue Babouchkine ; messes le jeudi et chaque premier vendredi du mois : 19 h (russe); dimanches et fêtes : 11 h 30 (russe)
- Église Saint-Stanislas, 22 rue de l'Union des imprimeurs ; messes en semaine: 19 h (russe et polonais) ; dimanches et fêtes : 10 h (russe et polonais), 11 h (russe)
- Église de la Visitation 23 rue Mineralnaïa ; messes les dimanches et fêtes à 12 h (russe)
- Chapelle Sainte-Élisabeth-de-Thuringe, 18 rue Riabinovaïa. Construite en 2001

### Environs

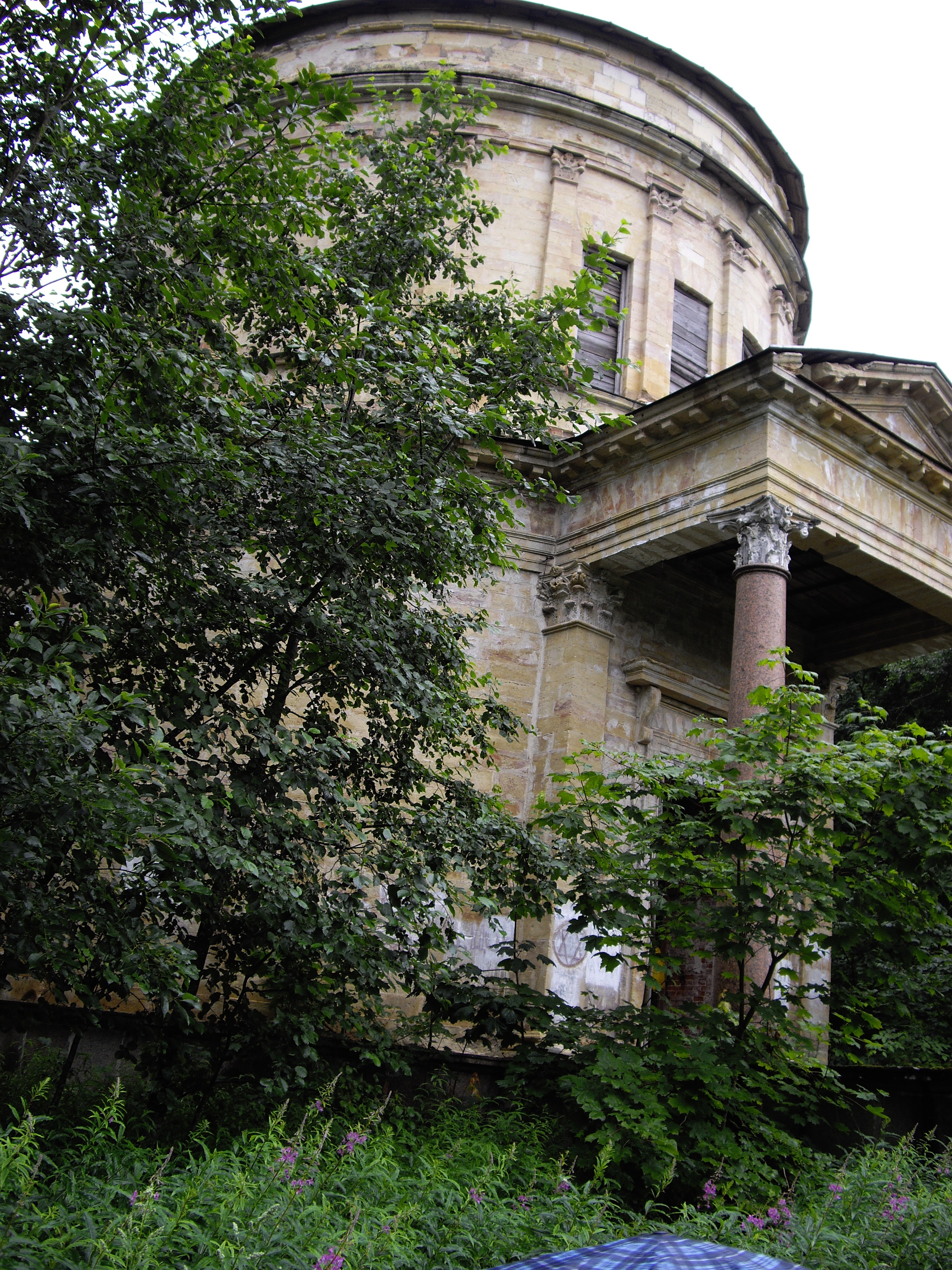
Vue de l'église Saint-Étienne de Droujnosselié

Dans l'actuel oblast de Léningrad (ancien gouvernement de Petrograd) :
- Église navale Saint-Pierre-et-Saint-Paul de Cronstadt : construite pour la marine en 1832-1843 à la place d'une ancienne chapelle de 1798 ; fermée du 5 décembre 1922 à juin 1923 ; fermée définitivement en janvier 1930 ; détruite pendant la guerre
- Église du cimetière catholique de Cronstadt : construite en 1894 à la place d'une chapelle de 1845 ; filiale de l'église de Cronstadt ; fermée en 1922 ; détruite
- Église Saint-Étienne de Droujnosselié : construite comme chapelle funéraire privée en 1834 par l'architecte Alexandre Brioullov en mémoire de la princesse Stéphanie Radziwill avec crypte funéraire des princes Wittgenstein ; agrandie au début du XXe siècle, devient filiale de l'église de Tsarskoïe Selo ; fermée en 1922 ; l'église fortement endommagée subsiste de nos jours
- Église Notre-Dame-du-Mont-Carmel de Gatchina, filiale de Sainte-Catherine, puis église paroissiale : construite en 1906-1911 ; fermée du 3 décembre 1922 au 2 juillet 1923 ; fermée en 1937 ; retournée à la paroisse en 1994, en cours de restauration
- Église du Christ-Sauveur de Gatchina : construite en 1876 et agrandie en 1886 à la place d'une chapelle de 1800 ; église paroissiale en 1919 ; fermée définitivement en juin 1922 ; détruite quelques années plus tard
- Église Saint-Jean de Kingisepp (Iambourg) : construite en 1816 ; devenue église paroissiale en 1919 ; fermée définitivement en 1925 ; transformée en bureau de poste
- Église de Keksholm (aujourd'hui Priozersk) : construite en 1910 ; fermée en 1944, lorsque la zone passe à la Russie soviétique. L'édifice subsiste
- Église Saint-Pierre-et-Saint-Paul de Kolpino : construite en 1892-1894 comme filiale de l'église de Tsarkoïe Selo ; église paroissiale en 1910 ; fermée définitivement en novembre 1937 ; détruite en 1955
- Chapelle de Krasny Bor: construite en 1909 ; filiale de l'église de Kolpino en 1910 ; fermée définitivement en 1929 ; incendiée pendant la bataille de Krasny Bor
- Église Saint-Nicolas de Louga: construite en 1898-1904 ; église paroissiale en 1910 ; fermée du 5 décembre 1922 au 16 juin 1923 ; fermée en décembre 1937 ; rouverte sous l'occupation allemande de l'automne 1941 à 1944 ; retournée au culte en 1995

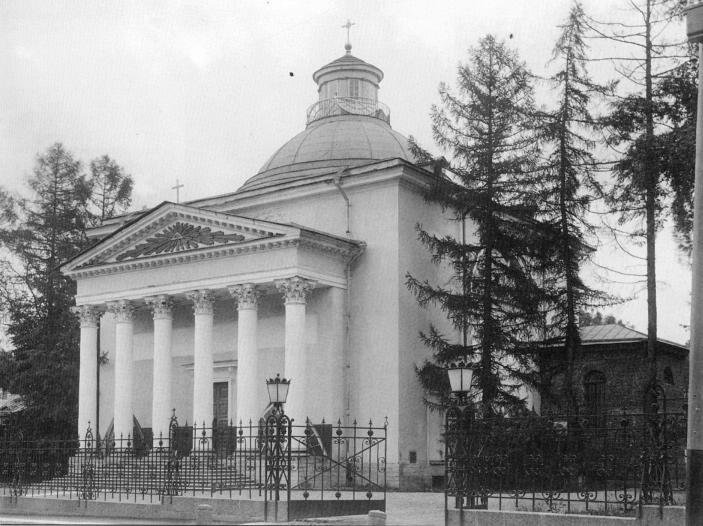
Vue de l'église catholique de Tsarskoïe Selo vers 1900

- Chapelle de Liouban: construite en 1919 comme filiale de l'église de Kolpino ; fermée définitivement le 15 octobre 1922
- Chapelle privée d'Olguino consacrée en 1917 ; liquidée en 1919
- Église de l'Immaculée-Conception d'Oust-Ijora, à l'origine chapelle du foyer de fillettes de la maison Nikolaïevka ; devenue église paroissiale en 1919 ; fermée définitivement en juin 1923
- Église Saint-Alexis de Peterhof (Petrodvorets), filiale de Sainte-Catherine : construite en 1907-1910 ; fermée de décembre 1922 à juin 1923 ; fermée définitivement dans les années 1930 ; détruite
- Église de l'Exaltation de la Sainte-Croix de Schlüsselburg (Petrokrepost), filiale de Sainte-Catherine : construite en 1909-1910 ; fermée du 23 janvier à octobre 1923 ; fermée définitivement en 1938 ; transformée en immeuble de logements
- Chapelle du foyer Marianum de Sestroretsk: construite en 1907-1908 ; fermée en 1917 ; détruite en 1927
- Église Saint-Pierre de Siverski: construite en 1917 comme filiale de ND-du-Mont-Carmel de Gatchina ; église paroissiale en 1919 ; fermée définitivement en juillet 1932
- Église du Sacré-Cœur de Terijoki (Zelenogorsk) : construite comme chapelle privée en 1904 ; filiale de Saint-Hyacinthe de Vyborg en 1921 ; agrandie en 1924 ; église paroissiale en 1927 ; fermée en 1945, lorsque la zone passe à la Russie soviétique ; détruite par un incendie en 1970
- Église Saint-Jean-Baptiste de Tsarskoïe Selo (Pouchkine), avec une chapelle filiale (aujourd'hui disparue) au cimetière : construite en 1825-1826 ; fermée définitivement en avril 1938 ; retournée au culte en 1991
- Église Saint-Hyacinthe de Vyborg : construite au XVIIe siècle à l'emplacement du monastère du XVIe siècle ; redevenue chapelle en 1799 et église paroissiale en 1856 ; fermée en 1944 lorsque la ville est intégrée à la Russie soviétique ; restaurée en 1972
- Chapelle de Vladimirovka : construite en 1917 ; fermée en 1923 ; détruite
- Église Saint-Joseph de Vyritsa, filiale de ND-du-Mont-Carmel : construite en 1912-1915 ; église paroissiale en 1919 ; fermée définitivement en 1938 ; détruite pendant la guerre.